# Faucon hobereau
Pour les articles homonymes, voir hobereau.
Falco subbuteo
Espèce
Statut CITES
Statut de conservation UICN

 LC  : Préoccupation mineure

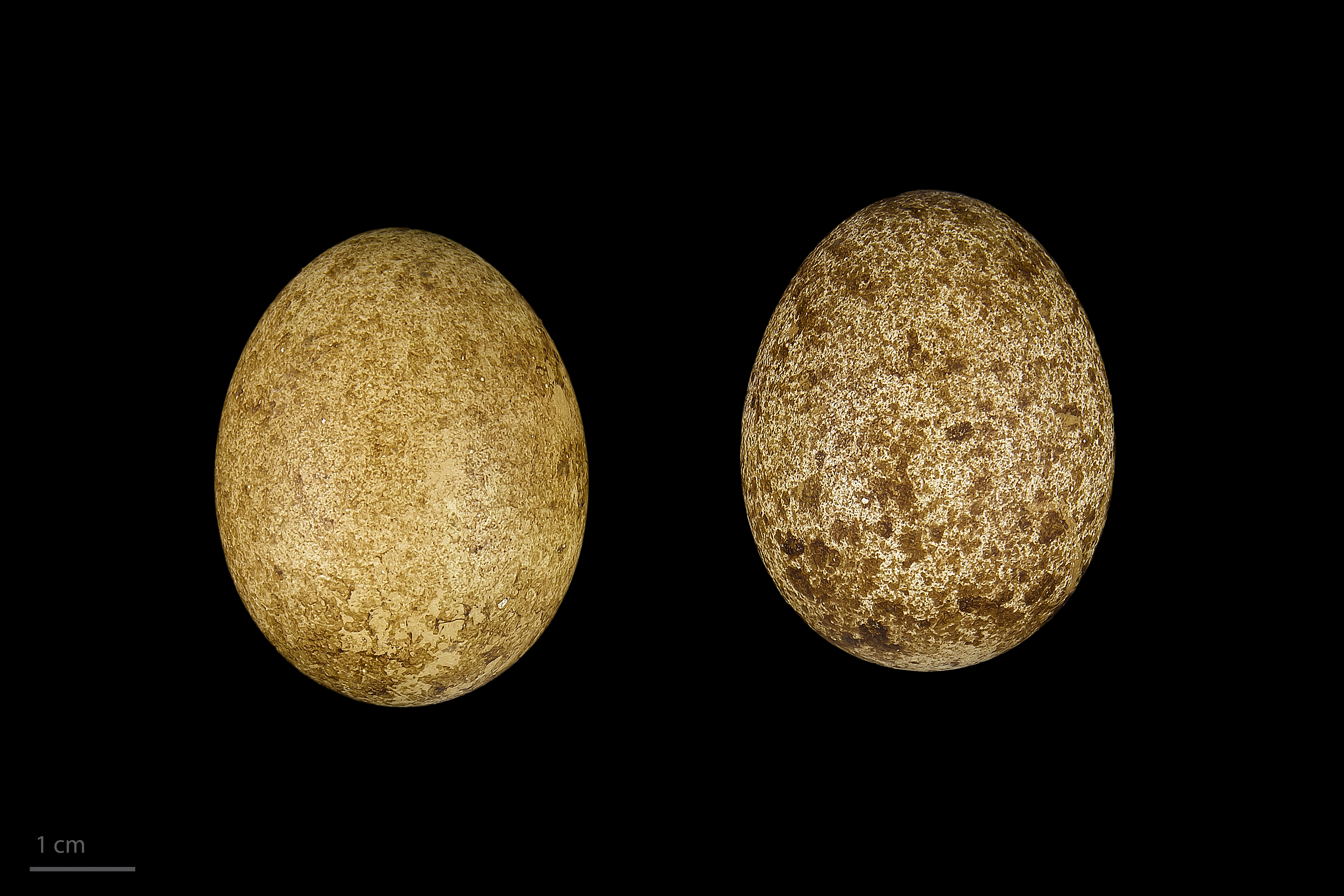
Falco subbuteo - MHNT

Le hobereau ou faucon hobereau (Falco subbuteo) est une espèce de rapaces diurnes appartenant à la famille des Falconidae.

## Description
- Longueur : 29-35 cm
- Envergure : 70-84 cm
- Poids : 224 à 257 grammes
- Durée de vie : 11 ans
- Oiseau de taille moyenne, ailes longues et pointues et queue de longueur moyenne.

## Alimentation
Cet oiseau se nourrit principalement d'insectes (libellules, hannetons...) et de petits oiseaux qu'il capture en vol. La chasse crépusculaire aux chauves-souris est plutôt rare mais possible.

## Comportement migratoire

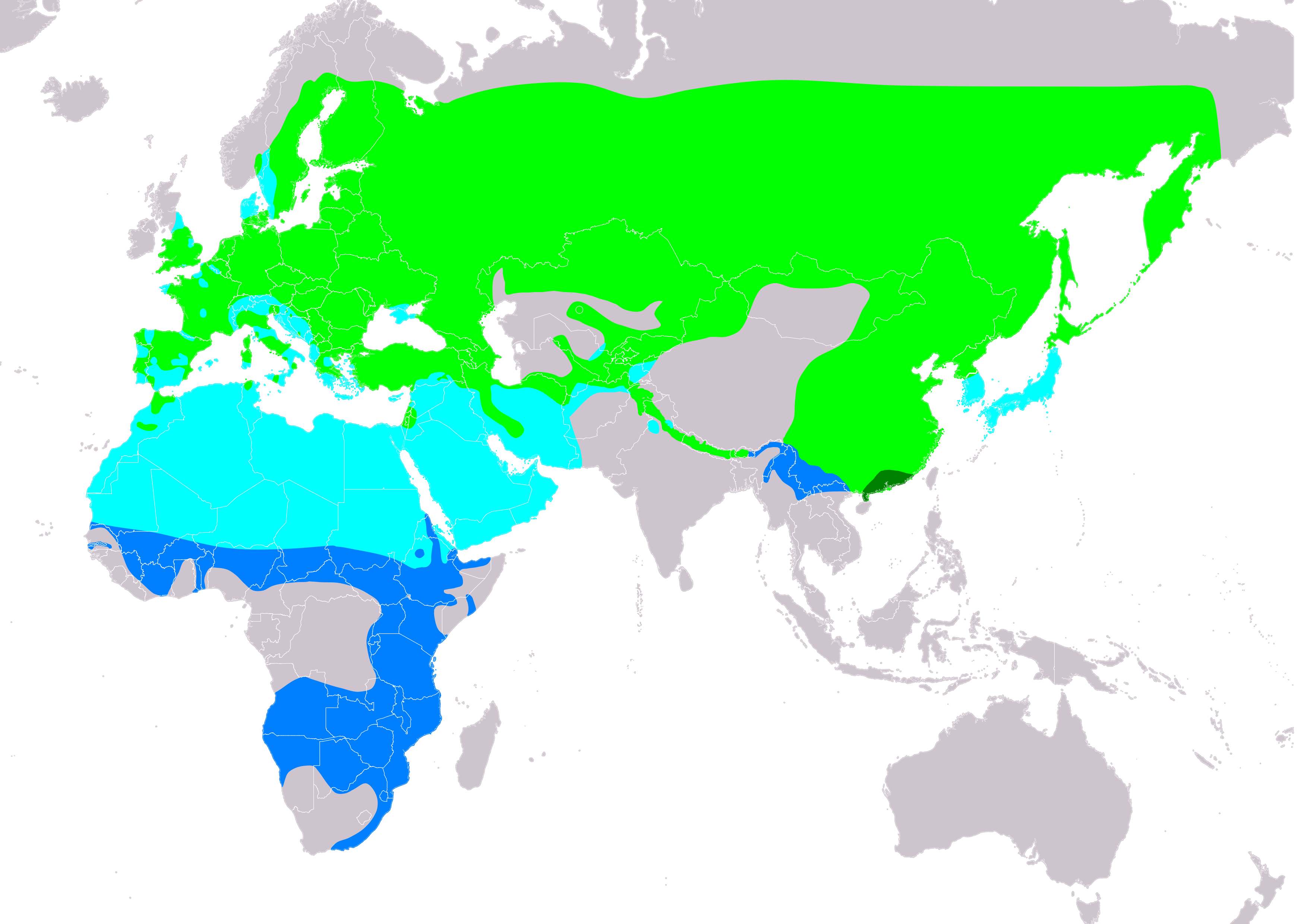

Le faucon hobereau hiverne en Afrique du Nord et dans quelques lieux en Europe du sud et migre en Europe d'avril à septembre pour nicher.

## Reproduction
En période nuptiale, en avril-mai, les partenaires réalisent des acrobaties aériennes. Le nid se situe dans un arbre, il s'agit souvent d'un ancien nid de corvidés. Le couple a d'ordinaire 3 œufs, le mâle et la femelle couvent à tour de rôle durant 28 jours. Au début, le mâle s'occupe seul de la chasse, puis la femelle l'aide. Les parents reviennent au nid nourrir les petits toutes les 2 à 3 heures, ou plus fréquemment s'ils ne chassent que des insectes.
Au bout 22 à 25 jours après l'éclosion, les jeunes quittent le nid mais continuent à se faire nourrir durant plusieurs semaines.

## Protection

### En France
Le Faucon hobereau bénéficie d'une protection totale sur le territoire français depuis l'arrêté ministériel du 17 avril 1981 relatif aux oiseaux protégés sur l'ensemble du territoire. Il est donc interdit de le détruire, le mutiler, le capturer ou l'enlever, de le perturber intentionnellement ou de le naturaliser, ainsi que de détruire ou enlever les œufs et les nids, et de détruire, altérer ou dégrader son milieu. Qu'il soit vivant ou mort, il est aussi interdit de le transporter, colporter, de l'utiliser, de le détenir, de le vendre ou de l'acheter.